# Ceriana aurata
Ceriana aurata är en tvåvingeart som först beskrevs av Charles Howard Curran 1927.  Ceriana aurata ingår i släktet griffelblomflugor, och familjen blomflugor.
Artens utbredningsområde är Kongo. Inga underarter finns listade i Catalogue of Life.